# Decapterus russelli
Cá nục gai hay cá nục thuôn (danh pháp hai phần: Decapterus russelli, đồng nghĩa: Decapterus lajang), là loài cá thuộc Chi Cá nục. Loài này phân bố ở Vịnh Bắc Bộ, vùng biển miền Trung và Đông, Tây Nam Bộ. Cá nục thuôn còn dùng để chỉ loài Decapterus macrosoma.
Cá nục gai cũng là nguồn nguyên liệu khai thác quan trọng của ngư dân với mùa vụ khai thác là quanh năm. Sản lượng khai thác cao, kích thước cá để khai thác là từ 100–230 mm. Hình thức khai thác chủ yếu là lưới vây, lưới kéo, vó, mành. Sau khi khai thác, cá nục được chế biến thành các dạng sản phẩm đông lạnh tươi, phi lê, chả cá, cá khô, đóng hộp, các sản phẩm phối chế khác, làm mắm.